# Sebastian Nordmann
Sebastian Nordmann (* 10. Mai 1971 in Kiel) ist ein deutscher Intendant und Hochschullehrer.

## Leben
Nordmann studierte Musikwissenschaft und Neuere Geschichte in Heidelberg, Edinburgh und Berlin. Mit einer Arbeit über den Einfluss des Schleswig-Holstein Musik Festivals auf die Musiklandschaft in Schleswig-Holstein wurde er in Berlin zum Dr. phil. promoviert.
Nordmann arbeitete als Unternehmensberater bei der Boston Consulting Group und einem  CD-Label. 
Praktische Erfahrungen im Kulturbereich sammelte er beim Edinburgh Festival, in der Kulturabteilung der Bayer AG, als Geschäftsführer des Landesjugendorchesters Schleswig-Holstein und als Intendanzassistent bei den Festspielen Mecklenburg-Vorpommern, die er von 2002 bis 2008 als Intendant und Geschäftsführer leitete und zu einem der größten Musikfestivals Deutschlands machte.
Im Juli 2008 wurde Sebastian Nordmann zum Professor für das Fach Musikmanagement an der Hochschule für Musik und Theater Rostock ernannt.
Seit September 2009 ist Nordmann Intendant des Konzerthauses Berlin und des Konzerthausorchesters Berlin.
Zudem ist er seit Frühjahr 2016 der künstlerischer Leiter des Felix-Mendelssohn-Bartholdy-Preises.
Im Mai 2024 wurde bekannt, dass Nordmann zum 1. Januar 2026 Intendant des Lucerne Festival werden soll und deshalb die Leitung des Konzerthauses zum Sommer 2025 abgeben wird. Als sein Nachfolger in Berlin wurde Tobias Rempe angekündigt.